# Hall of Fame Tennis Championships 2007 - Qualificazioni singolare
Le qualificazioni del singolare  dell'Hall of Fame Tennis Championships 2007 sono state un torneo di tennis preliminare per accedere alla fase finale della manifestazione. I vincitori dell'ultimo turno sono entrati di diritto nel tabellone principale. In caso di ritiro di uno o più giocatori aventi diritto a questi sono subentrati i lucky loser, ossia i giocatori che hanno perso nell'ultimo turno ma che avevano una classifica più alta rispetto agli altri partecipanti che avevano comunque perso nel turno finale.
Le qualificazioni del torneo Hall of Fame Tennis Championships  2007 prevedevano 32 partecipanti di cui 4 sono entrati nel tabellone principale.

## Teste di serie
1. Nathan Healey (ultimo turno)
2. Robert Smeets (secondo turno)
3. Antony Dupuis (Qualificato)
4. Aisam-ul-Haq Qureshi (Qualificato)

1. Brendan Evans (ultimo turno)
2. Takao Suzuki (secondo turno)
3. Wesley Whitehouse (secondo turno)
4. Takahiro Terachi (secondo turno)

## Qualificati
1. Jesse Levine
2. Prakash Amritraj

1. Antony Dupuis
2. Aisam-ul-Haq Qureshi

## Tabellone

### Legenda
| - Q = Qualificato - WC = Wild card - LL = Lucky loser | - ALT = Alternate - SE = Special Exempt - PR = Protected Ranking | - w/o = Walkover - r = Ritirato - d = Squalificato |

### Sezione 1
|  | Primo turno     | Primo turno     | Primo turno     | Primo turno | Primo turno |  |  | Secondo turno | Secondo turno    | Secondo turno | Secondo turno | Secondo turno |   |   | Ultimo turno | Ultimo turno  | Ultimo turno  | Ultimo turno | Ultimo turno |  |
|  |                 |                 |                 |             |             |  |  |               |                  |               |               |               |   |   |              |               |               |              |              |  |
|  |                 |                 |                 |             |             |  |  |               |                  |               |               |               |   |   |              |               |               |              |              |  |
|  |                 |                 |                 |             |             |  |  | 1             | Nathan Healey    | 3             | 6             | 7             |   |   |              |               |               |              |              |  |
|  | Ryan Haviland   | Ryan Haviland   | Ryan Haviland   | 6           | 7           |  |  |               | Ryan Haviland    | 6             | 3             | 5             |   |   |              |               |               |              |              |  |
|  | Dominic Pagon   | Dominic Pagon   | Dominic Pagon   | 3           | 5           |  |  |               |                  |               |               |               |   |   | 1            | Nathan Healey | Nathan Healey | 3            | 5            |  |
|  | Jesse Levine    | Jesse Levine    | Jesse Levine    | 6           | 6           |  |  |               |                  |               | Jesse Levine  | Jesse Levine  | 6 | 7 |              |               |               |              |              |  |
|  | Chris Wettengel | Chris Wettengel | Chris Wettengel | 1           | 3           |  |  |               | Jesse Levine     | 62            | 6             | 6             |   |   |              |               |               |              |              |  |
|  |                 |                 |                 |             |             |  |  | 8             | Takahiro Terachi | 7             | 4             | 0             |   |   |              |               |               |              |              |  |
|  |                 |                 |                 |             |             |  |  |               |                  |               |               |               |   |   |              |               |               |              |              |  |

### Sezione 2
|  | Primo turno            | Primo turno            | Primo turno            | Primo turno | Primo turno |  |  | Secondo turno | Secondo turno     | Secondo turno     | Secondo turno | Secondo turno |   |   | Ultimo turno     | Ultimo turno     | Ultimo turno     | Ultimo turno | Ultimo turno |  |
|  |                        |                        |                        |             |             |  |  |               |                   |                   |               |               |   |   |                  |                  |                  |              |              |  |
|  |                        |                        |                        |             |             |  |  |               |                   |                   |               |               |   |   |                  |                  |                  |              |              |  |
|  |                        |                        |                        |             |             |  |  | 2             | Robert Smeets     | Robert Smeets     | 6             | 5             |   |   |                  |                  |                  |              |              |  |
|  | Prakash Amritraj       | Prakash Amritraj       | Prakash Amritraj       | 7           | 6           |  |  |               | Prakash Amritraj  | Prakash Amritraj  | 7             | 7             |   |   |                  |                  |                  |              |              |  |
|  | Rodrigo-Antonio Grilli | Rodrigo-Antonio Grilli | Rodrigo-Antonio Grilli | 65          | 1           |  |  |               |                   |                   |               |               |   |   | Prakash Amritraj | Prakash Amritraj | Prakash Amritraj | 6            | 6            |  |
|  | Scott Lipsky           | Scott Lipsky           | 611                    | 7           | 6           |  |  |               |                   | Scott Lipsky      | Scott Lipsky  | Scott Lipsky  | 4 | 3 |                  |                  |                  |              |              |  |
|  | Michael McClune        | Michael McClune        | 7                      | 64          | 2           |  |  |               | Scott Lipsky      | Scott Lipsky      | 6             | 6             |   |   |                  |                  |                  |              |              |  |
|  |                        |                        |                        |             |             |  |  | 7             | Wesley Whitehouse | Wesley Whitehouse | 4             | 4             |   |   |                  |                  |                  |              |              |  |
|  |                        |                        |                        |             |             |  |  |               |                   |                   |               |               |   |   |                  |                  |                  |              |              |  |

### Sezione 3
|  | Primo turno        | Primo turno        | Primo turno | Primo turno | Primo turno |  |  | Secondo turno | Secondo turno   | Secondo turno   | Secondo turno   | Secondo turno   |   |   | Ultimo turno | Ultimo turno  | Ultimo turno  | Ultimo turno | Ultimo turno |  |
|  |                    |                    |             |             |             |  |  |               |                 |                 |                 |                 |   |   |              |               |               |              |              |  |
|  |                    |                    |             |             |             |  |  |               |                 |                 |                 |                 |   |   |              |               |               |              |              |  |
|  |                    |                    |             |             |             |  |  | 3             | Antony Dupuis   | Antony Dupuis   | 7               | 6               |   |   |              |               |               |              |              |  |
|  | Lee Childs         | Lee Childs         | 6           | 4           | 7           |  |  |               | Lee Childs      | Lee Childs      | 64              | 3               |   |   |              |               |               |              |              |  |
|  | David Martin       | David Martin       | 3           | 6           | 63          |  |  |               |                 |                 |                 |                 |   |   | 3            | Antony Dupuis | Antony Dupuis | 6            | 7            |  |
|  | Nathan Thompson    | Nathan Thompson    | 6           | 3           | 6           |  |  |               |                 |                 | Nathan Thompson | Nathan Thompson | 3 | 5 |              |               |               |              |              |  |
|  | Justin Diao Natale | Justin Diao Natale | 4           | 6           | 3           |  |  |               | Nathan Thompson | Nathan Thompson | 7               | 6               |   |   |              |               |               |              |              |  |
|  |                    |                    |             |             |             |  |  | 6             | Takao Suzuki    | Takao Suzuki    | 5               | 3               |   |   |              |               |               |              |              |  |
|  |                    |                    |             |             |             |  |  |               |                 |                 |                 |                 |   |   |              |               |               |              |              |  |

### Sezione 4
|  | Primo turno   | Primo turno       | Primo turno       | Primo turno | Primo turno |  |  | Secondo turno | Secondo turno        | Secondo turno | Secondo turno | Secondo turno |    |   | Ultimo turno | Ultimo turno         | Ultimo turno         | Ultimo turno | Ultimo turno |  |
|  |               |                   |                   |             |             |  |  |               |                      |               |               |               |    |   |              |                      |                      |              |              |  |
|  |               |                   |                   |             |             |  |  |               |                      |               |               |               |    |   |              |                      |                      |              |              |  |
|  |               |                   |                   |             |             |  |  | 4             | Aisam-ul-Haq Qureshi | 64            | 7             | 6             |    |   |              |                      |                      |              |              |  |
|  | Philip Bester | Philip Bester     | 6                 | 3           | 6           |  |  |               | Philip Bester        | 7             | 5             | 2             |    |   |              |                      |                      |              |              |  |
|  | Hiroki Kondo  | Hiroki Kondo      | 1                 | 6           | 1           |  |  |               |                      |               |               |               |    |   | 4            | Aisam-ul-Haq Qureshi | Aisam-ul-Haq Qureshi | 7            | 6            |  |
|  | Jim Thomas    | Jim Thomas        | Jim Thomas        | 6           | 6           |  |  |               |                      | 5             | Brendan Evans | Brendan Evans | 68 | 3 |              |                      |                      |              |              |  |
|  | Harry Cicma   | Harry Cicma       | Harry Cicma       | 0           | 0           |  |  |               | Jim Thomas           | Jim Thomas    | 3             | 2             |    |   |              |                      |                      |              |              |  |
|  | 5             | Brendan Evans     | Brendan Evans     | 7           | 6           |  |  | 5             | Brendan Evans        | Brendan Evans | 6             | 6             |    |   |              |                      |                      |              |              |  |
|  |               | Gregory Ouellette | Gregory Ouellette | 64          | 2           |  |  |               |                      |               |               |               |    |   |              |                      |                      |              |              |  |